# Takaaki Sugino
Takaaki Sugino, född 18 oktober 1998 i Mie, är en japansk gymnast.

## Karriär
Sugino har representerat Japan vid ett flertal FIG World Cup tävlingar. Han ingick i det japanska artistiska gymnastiklaget som tog guld vid OS 2024.